# Godless Prophets & the Migrant Flora
Godless Prophets & the Migrant Flora è il nono album in studio del gruppo musicale statunitense Darkest Hour, pubblicato nel 2017.

## Tracce
1. Knife in the Safe Room – 2:49
2. This Is the Truth – 3:50
3. Timeless Numbers – 3:59
4. None of This Is the Truth – 3:24
5. The Flesh & the Flowers of Death – 4:30
6. Those Who Survived – 3:57
7. Another Headless Ruler of the Used – 3:02
8. Widowed – 1:29
9. Enter Oblivion – 4:01
10. The Last of the Monuments – 4:59
11. In the Name of Us All – 3:34
12. Beneath It Sleeps – 5:14

## Formazione
- John Henry – voce, piano
- Mike "Lonestar" Carrigan – chitarra
- Mike Schleibaum – chitarra
- Aaron Deal – basso
- Travis Orbin – batteria